# Mário Midosi Chermont
Mário Midosi Chermont (Rio de Janeiro, 28 de setembro de 1889 — Rio de Janeiro, 06 de maio de1951) foi um médico e político brasileiro.
Era filho de Antônio Leite Chermont e Júlia Midosi Chermont, bem como pai do também político Mário Moraes Chermont, sobrinho do ex-governador do Pará Justo Chermont e neto do visconde de Arari, Antônio Lacerda de Chermont.
Diplomou-se em Medicina com especialização em cirurgia e dedicou-se à clinica geral atendendo indistintamente a humildes e abastados da capital paraense. Foi catedrático da Faculdade de Medicina do Pará (posteriormente encampada pela Universidade Federal do Pará). O fascínio de seu alunado por sua obra assistencialista em bairros periféricos de Belém, lhe rendeu a entrada à política militante em 1926. Inseparável de seu primo-irmão Abel Chermont, participou junto com este de movimento clandestino que provocou a Revolução de 1930 no Pará. Foi um dos três integrantes da primeira junta governativa paraense de 1930, que governou o Pará de 24 a 26 de outubro de 1930.
Foi delegado do Pará ao Congresso sobre a Lepra, em 1933, à Conferência Nacional de Educação e à primeira reunião do Instituto de Amparo Social no Rio de Janeiro. Formado em Medicina, exerceu a profissão na Santa Casa de Misericórdia e no Hospital Marítimo do Pará. Além disso ministrou aulas como professor especialista na Faculdade de Medicina do Pará e compôs o corpo de membros do Instituto Histórico e Geográfico e da Sociedade Médico-Cirúrgica em seu estado.
Sob a liderança de Magalhães Barata, foi um dos fundadores do Partido Liberal (PL), do Pará, em dezembro de 1931. No partido, conseguiu ser eleito deputado à Assembleia Nacional Constituinte, em maio de 1933, tomando posse no mandato em novembro do mesmo ano. Depois da eleição presidencial em 1934, o seu mandato foi prorrogado até 1935. 
O PL lançou Magalhães Barata como candidato a governador do Pará. Chermont discordava da posição, e aliado à sete representantes estaduais do PL fez um acordo com a Frente Única Paraense (FUP) para duelar contra a candidatura de Barata. 
A corrente, acabou aprovando a candidatura de Chermont. Com o clima tenso, as eleições foram realizadas em abril de 1935, sem a presença da oposição, que estavam sem a possibilidade de comparecer à Assembleia por tropas policiais. 
Nos votos, Magalhães Barata acabou sendo eleito. Porém, após recurso legal da oposição, o resultado foi impugnado, e as votações aconteceriam mais uma vez no dia seguinte. Enquanto isso, conflitos aconteciam no estado, que acabaram deixando deputados feridos e dois populares mortos. 
O governo federal, decretou em 6 de abril de 1935 intervenção no estado, executada pelo major Carneiro de Mendonça, que foi empossado seis dias depois. O major fez um acordo com facções que no dia 29, elegeram o governador José da Gama Malcher e os senadores Abel Chermont e Aberlado Conduru. Na sequência desses acontecimentos, o grupo que apoiava Mário Chermont fundou o Partido Popular (PP), do Pará, que apoiou o governo de Malcher. 
Em seu mandato como deputado federal, Chermont foi um dos fundadores do Grupo Parlamentar Pró-Liberdades Populares, que foi constituído em novembro de 1935. O grupo tinha como objetivos defender as liberdades constitucionais e opor-se ao movimento integralista, missões essas que se tornaram improváveis, a partir da repressão provocada devido ao insucesso do levante comunista de novembro daquele ano. Em março de 1936 cinco parlamentares, entre seus principais integrantes, foram presos, causando evasão de membros do grupo por medo do mesmo destino.
Com a implantação do Estado Novo, em 1937, o mandato de Chermont foi interrompido. Enquanto o regime de Vargas durava, retornou a Belém, onde exerceu a função de médico.
Quando o Estado Novo acabou, no ano de 1945, filiou-se ao Partido Trabalhista Brasileiro (PTB), e foi eleito suplente de deputado à Assembleia Constituinte do Pará. Ainda se elegeu vereador em outubro de 1950, em Belém, pela Coligação Democrática Paraense, composta pela União Democrática Nacional (UDN), o Partido Social Progressista (PSP), o Partido Social Trabalhista (PST) e o Partido Liberal (PL). 
Ainda no mandato de vereador, faleceu no Rio de Janeiro em 6 de maio de 1951.